# کلیولند (شهرستان ماراتون، ویسکانسین)
کلیولند (به انگلیسی: Cleveland) یک منطقهٔ مسکونی در ایالات متحده آمریکا است که در شهرستان ماراتون، ویسکانسین واقع شده‌است. کلیولند ۷۹٫۱ کیلومتر مربع مساحت و ۱٬۴۸۸ نفر جمعیت دارد و ۳۶۲ متر بالاتر از سطح دریا واقع شده‌است.